# Discriminação da excelência
A discriminação da excelência é o tratamento injusto dos que têm desempenho superior e dos que apresentam um sobredesempenho. A discriminação contra os que apresentam desempenho superior inclui a crítica ao tratamento injusto em práticas de admissão não baseadas no mérito, atribuição de diplomas ou padrões de promoção. O tratamento injusto dos que apresentam desempenho superior ocorre quando não existe foco no mérito ou os viéses levam à ineficiência económica ou a escolhas abaixo do ideal, na sequência de tomadas de decisão intransparentes, arbitrárias ou nepotistas. A discriminação contra excelentes alunos durante as admissões é tematizada nos debates de admissão da Ivy League e legalmente escrutinada no contexto de indivíduos com desempenho superior em testes padronizados de admissão em faculdades, mas não sendo admitidos.

## Fundamentação
A discriminação é o tratamento injusto ou prejudicial de diferentes categorias de pessoas ou coisas. Existem tentativas de abolir legalmente, contrabalançar economicamente e aliviar socialmente as consequências negativas da discriminação em todo o mundo. A Quinta e a Décima Quarta Emendas da Constituição dos Estados Unidos proíbem a discriminação pelos governos federal e estadual. As leis de discriminação laboral dos Estados Unidos procuram prevenir a discriminação com base na raça, sexo, orientação sexual, religião, origem nacional, deficiência física e idade por parte dos empregadores. A Comissão de Igualdade de Oportunidades de Emprego dos Estados Unidos lista como áreas especialmente sensíveis de discriminação a atenção à idade, deficiência, igualdade de remuneração e compensação, informação genética, assédio, origem nacional, gravidez, raça e cor, religião, retaliação, sexo e assédio sexual. A União Europeia introduziu uma Diretiva Anti-Discriminação para proibir a discriminação com base na idade, deficiência, religião ou crença e orientação sexual. O Tratado de Lisboa da União Europeia e o Tratado sobre o Funcionamento da União Europeia servem como proteção jurídica contra a discriminação, reconhecendo direitos iguais para todos os seres humanos de serem tratados de forma imparcial e com igual justiça e dignidade.

## Discriminação no ensino superior
A discriminação da excelência inclui os escândalos de fraude de admissão em faculdades de 2019, os melhores desempenhos em testes de admissão padronizados processando uma instituição de ensino superior dos EUA e o Departamento de Justiça dos Estados Unidos examinando o ensino superior sobre possíveis preconceitos sistémicos nos padrões de admissão em faculdades que subestimariam os critérios transparentes de testes padronizados.
Os critérios de admissão e promoção em universidades e faculdades são eventos críticos de controlo de carreira, nos quais a sobreposição inesperada de critérios opacos e não baseados no mérito pode resultar em desempenho superior baseado no mérito, com desempenho inferior nas admissões. O viés de discriminação pode ocorrer em critérios de classificação e promoção baseados no mérito em ordens hierárquicas de classificação, quando o desempenho é parcialmente medido com base em critérios de desempenho intangíveis ou intransparentes, o que implica uma potencial ineficiência económica.

## Fundamentos económicos
O desempenho superior é a base da excelência. O sobredesempenho está relacionado com os investimentos. Desempenho superior e sobredesempenho são bases das elites intelectuais e está relacionado com o consumo de luxo.
O sobredesempenho pode instigar o crescimento económico. O efeito multiplicador de John Maynard Keynes atribui os investimentos de pessoas com desempenho superior como alguns dos motores do crescimento económico. Os investimentos da elite esforçada multiplicam-se em gastos económicos na economia global.[carece de fontes?]
O consumo da elite é um fator de crescimento económico. A difusão da excelência de Thorstein Veblen sublinha que o consumo de luxo é um motor do crescimento económico e um acelerador da melhoria social e do avanço cultural.[carece de fontes?]
Os ideais do Sonho Americano de lutar para superar o desempenho são alicerces da produtividade económica.

## Fundamentos históricos
A desaceleração dos que apresentam um sobredesempenho e a abolição do desempenho intelectual superior tem ocorrido ao longo da história. Vários regimes tentaram erradicar, reduzir ou retardar o desempenho e desencorajar o esforço individual.

## Estrutura social
A teoria da discriminação da excelência integra o 'übergrupo' na categorização da teoria da identidade social da psicologia social nos chamados 'grupos internos' e 'grupos externos'.